# 悪口学校 (バーバー)
『悪口学校』（わるくちがっこう、英語：Overture to "The School for Scandal"）作品5は、サミュエル・バーバーが1931年に完成させた演奏会用序曲。バーバーの最初の管弦楽曲でもある。
題名がリチャード・ブリンズリー・シェリダンの喜劇『悪口学校』  (The School for Scandal)  に触れているように、この戯曲の精神を写し取ろうとの目論見で作曲され、華麗な管弦楽法と、テンポやデュナーミクの自在な変化が特徴的である。
1933年8月30日に初演されると、バーバーの米国内における名声を確立するのに役立ち、同年コロンビア大学よりバーンズ賞を授与された。1950年代には、米国のオーケストラの定番のレパートリーに定着した。フランク・ハドソン編曲による吹奏楽版も知られている。
短いが印象的な導入部に続いて、ソナタ形式の主部が来る。演奏の所要時間は9分前後である。